# Johann Daniel Müller (Theologe)

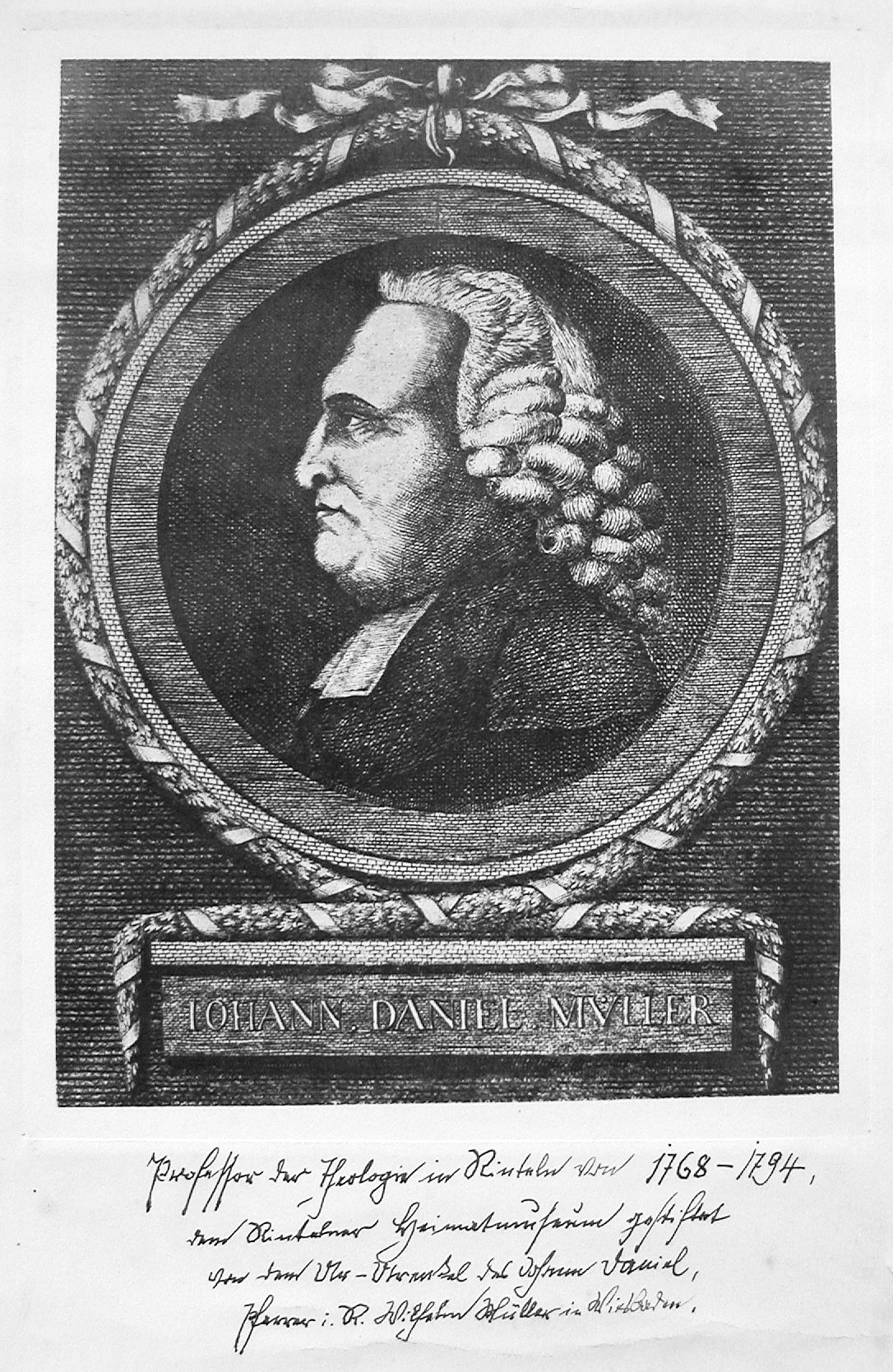
Johann Daniel Müller

Johann Daniel Müller (* 22. Mai 1721 in Allendorf an der Lumda; † 30. April 1794 in Rinteln) war ein deutscher Universitätsprofessor und einer der schreibfreudigsten Theologen der ausgehenden Barockzeit.

## Leben und Wirken
Als Sohn des Rektors der Allendorfer Stadtschule, des nachmaligen Rektors in Alsfeld und späteren Predigers in Nidda, Johann Heinrich Müller, und seiner Ehefrau Anne Catharine, Tochter des Allendorfer Ratsherrn Johann Michael Bergen, besuchte Johann Daniel zunächst die Allendorfer, sodann die Alsfelder Schule, ehe er 1737 ein Studium auf der Universität in Gießen aufnahm. Nach Abschluss seines Studiums der alten Sprachen, der Mathematik, Philosophie und Theologie  wurde er zunächst Rektor der Stadtschule in Allendorf und Adjunkt im Predigeramt seines Verwandten, des damaligen Pfarrers Leonhard Bergen. 1743 promovierte er in Gießen zum Dr. phil. und bewarb sich bereits ein Jahr später auf eine freigewordene Professur an der dortigen Universität, die ihm jedoch aufgrund seines Alters – er war erst 23 Jahre alt – verwehrt wurde. 1749 wurde er Mitglied der Königlichen deutschen Gesellschaft in Göttingen. Nach dem Tode seines Verwandten 1750 rückte er in dessen Stelle auf als wirklicher Perdiger in Allendorf. Wider Erwarten wurde er 1768 als zweiter theologischer Professor an die Universität Rinteln berufen und erhielt am 1. Februar 1769 die theologische Doktorwürde des Dr. theol.  Nach dem Tode seines Vorgängers Schwarz in Rinteln wurde er am 15. Dezember 1787 auf dessen frei gewordene erste theologische Professur berufen.
Müller war in erster Ehe (1745–1753) mit Friederike Charlotte, Tochter des Predigers Johann Friedrich Schmidtborn, und seit 1754 in zweiter Ehe mit (wahrscheinlich) einer Cousine seiner ersten Frau, mit Anna Sophie, Tochter des Amtsverwalters Gottfried Wilhelm Schmidtborn, verheiratet.

Aus seiner ersten Ehe stammt Friedrich Christoph Müller, der in Rinteln und Göttingen Theologie und Mathematik studierte und ein berühmter Theologe und Kartograph wurde. Der zweiten Ehe entstammen insgesamt acht Kinder, von denen zwei Töchter und zwei Söhne das Erwachsenenalter erreichten.

## Schriften (Auswahl)
Im Laufe seines Lebens verfasste Müller über 50 theologische und moralische Schriften. (Vollständiges Verzeichnis bei Strieder).
- Immortalitas animae, ex principiis rationis methodo mathemat. demonstrata Gießen (Diss. Gießen) 1743
- Vernünftige Gedanken über die Anrufung der Musen und anderer heidnischer Götter in der heutigen Dichtkunst. Helmstedt 1746
- Der rechte Gebrauch und Mißbrauch der Vernunft bey den Geheimnissen der Offenbarung überhaupt, und bey dem Geheimnis der Auferstehung der Todten insonderheit. Frankfurt a. Main 1748
- Ist es wahr, daß die Erde ein unermeßlich hohes Alter habe? verneinet. Rinteln 1774
- Unwidersprechlicher Beweis, daß das Duellieren eine ehrlose und alberne Handlung sey. Braunschweig 1776
- Sollten Hurerey und Concubinat auch in unseren Zeiten noch schädliche und schändliche Later seyn? Frankfurt und Leipzig 1777
- Sendschreiben über das beste Verhalten der Lehrer und der Zuhörer in den akademischen Vorlesungen über die fürnehmste theologische Wissenschaften, dadurch die Kirche nützliche Lehrer bereitet werden sollen. Stadthagen 1783